# Lex van der Eb
Alex Jan (Lex) van der Eb (Bandung, 16 januari 1934) is een Nederlands emeritus-hoogleraar van de Universiteit Leiden. Van der Eb was vooral een kankeronderzoeker maar heeft ook onderzoek naar vaccins verricht.

## Opleiding en vroege loopbaan
Van der Eb startte in 1954 met een studie biologie. In zijn militaire diensttijd vroeg hij het hoofd van de geneeskundige troepen of hij een positie als onderzoeker kon krijgen in een militair lab. Dat verzoek werd in die zin gehonoreerd dat hij als bioloog bij de afdeling virologie van het Leidse Academisch Ziekenhuis mocht werken binnen een project dat gericht was op pokkenvaccinatie van militairen. Vervolgens verrichtte hij promotie-onderzoek bij de Leidse hoogleraar Jacob Antonie Cohen, die hij in zijn diensttijd had leren kennen. Het onderzoek leidde in 1968 tot het proefschrift Fysisch-chemische en biologische eigenschappen van het DNA van dierlijke tumorvirussen. Aansluitend volgde een onderzoekspositie als postdoc bij het beroemde California Institute of Technology (CalTech) (Pasadena (Californië)).

## Onderzoek Leiden
In 1970 kreeg Van der Eb de gelegenheid een eigen onderzoeksgroep te starten in Leiden, Moleculaire Biologie van kankerverwekkende virussen. 
In 1974 werd hij lector Fundamentele tumorvirologie, in 1979 hoogleraar Fundamentele tumorvirologie, waarvan de aanduiding in 1988 veranderde in Moleculaire carcinogenese.
Omstreeks 1970 was ontdekt dat sommige zogenaamde adenovirussen, een groep virussen die voor mensen relatief ongevaarlijk is, tumorcellen konden vormen uit rattencellen. Van der Eb besloot hierop voort te borduren en te onderzoeken of hij met virus-DNA een kankercel kon maken. Samen met de Canadese DNA-onderzoeker Frank L. Graham lukte het met veel moeite om in een dierlijke cel virus-DNA werkzaam te krijgen. Uiteindelijk slaagden de onderzoekers er na 293 experimenten in ook een embryonale menselijke cel te maken waarin virus-DNA was ingebracht. Dit werd de HEK-293-cel, waarbij 293 het aantal experimenten aangeeft en HEK staat voor Human Embryonic Kidney (een niercel van een embryo). Door het ingebrachte vreemde DNA gedragen deze HEK-cellen zich als tumorcellen die zich oneindig kunnen delen. De cel is dus onsterfelijk.

## Commerciële toepassing voor vaccins
In 1995 benaderde oud-promovendus Dinko Valerio Van der Eb met de vraag of hij mee wilde werken aan een betere versie van de HEK-293. Deze betere versie zou geschikter zijn voor klinische toepassingen en een grote commerciële potentie hebben. Aldus geschiedde. Dit resulteerde in de zogenaamde PER.C6-cellen (Primary Embryonic Retina Clone 6), gemaakt uit menselijke netvliescellen. Deze cellen bleken inderdaad gemakkelijker te kweken. Valerio dacht aan toepassing bij gentherapie, maar dat  lukte niet. Wel bleek de cellijn en de mogelijkheid deze cellen op grote schaal te kweken, productie van vaccins mogelijk te maken. De productie vond plaats in het bedrijf Crucell van Valerio, dat in 2011 overgenomen werd door het Amerikaanse farmaceutische bedrijf Johnson & Johnson. PER.C6 droeg bij aan de ontwikkeling van vaccins voor ebola, Zika en HIV. In 2000 ging Van der Eb met emeritaat maar hij was tot 2011 nog wel als adviseur betrokken bij Crucell.

## Japan
Van der Eb heeft een speciale band met Japan. Zijn vrouw is expert op het terrein van de Japanse tuinarchitectuur. Zelf deed hij er onderzoek naar kanker en hield hierover lezingen in diverse steden en op verschillende congressen.
Hij was ook betrokken bij de opzet van Japans onderzoek naar stralingsschade aan DNA.  Hij kreeg naast de Award van de Japan Foundation for Cancer research diverse medailles, bijvoorbeeld van de Universiteit van Kanazawa.

## Media-aandacht
In 2021 kreeg Van der Eb vlak voor en na de goedkeuring door het Europees Geneesmiddelenbureau (ook wel EMA genoemd) van het door Johnson & Johnson op de markt gebrachte Covid-19-vaccin media-aandacht in Nederland en Vlaanderen. Diverse dagbladen afficheerden het werk van Van der Eb als een van de fundamenten voor de ontwikkeling van dit vaccin door het uit Crucell voortgekomen Leidse bedrijf Janssen.

## Familie
Persfotograaf Taco van der Eb is de zoon van Lex van der Eb.

## Prijzen
- 1978: M.W. Beijerinck Virologie Prijs
- 1989: Award van de Japan Foundation for Promotion of Cancer Research.
- 1989: Robert Koch prijs